# Samsung Galaxy S6
Samsung Galaksi S6, Samsung Galaksi S6 Edž i Samsung Galaksi S6 Edž plus su Android pametni telefoni proizvedeni i prodavani od strane Samsung kompanije. S6 linija služi kao naslednik Galaksi S5 modela. S6 i S6 Edž pametni telefoni su zvanično predstavljeni na prvom “Samsung Unpacked 2015” događaju koji je održan na svetskom kongresu za mobilne telefone 1. marta 2015. godine, dok je veća verzija telefona S6 Edž plus zajedno sa Samsung Galaksi Nout 5 modelom zvanično predstavljena na drugom “Samsung Unpacked” događaju koji je održan u Njujorku 13. avgusta 2015. godine. Pored S6 modela, Samsung je takođe predstavio i S6 Edž (i kasnije veći S6 Edž plus), varijantu čiji je ekran umotan duž obe stranice uređaja; zakrivljenost je upotrebiljva za nekoliko dodatnih funkcija. Galaksi S6 i S6 Edž su pušteni na tržište 10. aprila 2015. godine u 20 zemalja, dok je S6 Edž plus pušten u prodaju 21. avgusta 2015. godine u 20 zemalja.
Iako dizajn Galaksi S6 modela i dalje ima neke sličnosti sa prethodnim modelima, izgradnja samog uređaja je obnovljena, sa metalnim unibodi ramom i upotrebom staklene pozadine umesto plastične. Uređaj je takođe predstavio i poboljšanu kameru, novi korisnički interfejs, podršku za oba glavna standarda bežičnog punjenja, i podršku za sisteme za plaćanje putem mobilnih telefona koja omogućava uređaju da oponaša magnetnu traku sa kreditne kartice. S6 ima i druga poboljšanja hardvera kao što su novi 1440p ekran, novi sistem na čipu koji koristi 14nm FinFet proizvodnju i poboljšan skener za otisak prsta.
Galaksi S6, S6 Edž i S6 Edž plus su dobili uglavnom pozitivne kritike od strane kritičara, koji su pohvalili unapređeni kvalitet izrade uređaja u odnosu na prethodne modele , poboljšan ekran,performanse,kameru kao i mnoge druge promene. Međutim Samsungova odluka da ukolone mogućnost proširenja memorije i zamenu baterije su smatrali kao otuđenje od zahtevnijih korisnika, i S6 Edž je takođe dobio zamerke na račun svog zakrivljenog ekrana kako nije najbolje iskorišćen i da je jako teško da se opravda povećanje njegove cene u odnosu na standardni Galaksi S6 što je dovelo do kasnijeg predstavljanja većeg S6 Edž plus modela.

## Razvoj
Glasnine o nasledniku Galaksi S5 modela počele su da se pojavljuju u januaru 2015. godine, objavljeno je da će Samsung koristiti svoj Eksinos procesor umesto Kvolkom Snapdragon 810 procesora na S6 modelu zbog problema sa pregrevanjem. Kasnije tog meseca Kvolkom je potvrdio da njihovi procesori neće biti ukljućeni u velikom broj korisnikčkih uređaja. Kompanija LG je osporila navode koje su okruživale 810 procesor; iako su demo modeli LG G Fleks 2 uređaja koji su bili opremljeni sa 810 čipom na korisničkom sajmu za elektroniku prikazali znake mogućeg pregrevanja , kompanija je istakla da to nisu bili potpuno završeni modeli.
Početkom februara 2015. godine, Blumberg Njuz je objavio da će S6 imati metalno kućište i da će biti dve verzije uređaja, normalna verzija i verzija sa ekranom zakrivljenim duž leve i desne strane uređaja, slično kao Galaksi Nout Edž. Dizajn S6 modela bio je promovisan i na veb stranici koju je objavio T mobil SAD 22. februara 2015, gde se video novi dizajn uređaja i koji je imao zanimljiv slogan "Šesta Žalba".
Samsung je zvanično predsavio Galaksi S6 i Galaksi S6 Edž modele tokom prvog Samsung Unpacked 2015 događaja koji je održan na svetskoj konferenciji za mobilne telefone 1. marta 2015. godine, da bi ovi uređaji za masovnu kupovinu bili dostupni 10. aprila 2015. godine i to u 20 zemalja. U Japanu S6 i S6 Edž modeli su se prodavali isključivo pod Galaksi brendom i većina Samsung obeležija je uklonjeno; na prodaju Samsung telefona su uticali i istorijski odnosi između Japana i Južne Koreje i Samsungov potparol je izjavio da je Galaksi brend “dobro-poznat” i u Japanu.
Galaksi S6 modeli su dizajnirani tako da što se dosta pažnje posvelio kritikama i povratnim informacijama o prethodnim modelima, tokom predstavljanja, Samsung je istako da je fokus naročito bio na dizajnu, kameri, i bežičnom punjenju uređaja. Kako bi ostvrili svoje ciljeve veliki broj funkcija i mogućnosti koje su viđene na Galaksi S5 modelu su uklonjene, kao što su vodootpornost i USB 3.0 port. Novi pristup dizajnu S6 modela je kulminacija pomaka pri izradi Samsungovih telefona koja počinnje 2014.godine sa Galaksi Alfa modelom koji je prvi Samsungov telefon koji je u svojoj konstrukciji koristio metal. Novi reflektivni zaštitni sloj je takođe bio dizajniran tako da pruži pozadini uređaja izgled nalik dragulju.
Softver uređaja je takođe uprošten; Samsungov predstavnik je naveo da je oko 40% mogućnosti i dodataka u TačVizu uklonjeno ili pojednostavljeno u odnosu na S5. Osim toga baterija Galaksi S6 modela više nije zamenljiva; Samsung je bio jedan od glavnih protivnika trenda protiv zamenljivih baterija, ali je I tvrdio da zbog mogućnosti S6 modela za brzo punjenje i podrške za oba glavna standarda za bežično punjenje , više nije neophodno da obezbede korisnicima mogućnost da uklone i zamene bateriju.

## Specifikacije

### Hardver i dizajn
Galaksi S6 linja zadržava sličnosti po pitanju dizajna u odnosu na prethodne modele, ali sada koristi unibodi okvir napravljen od aluminijumske legure 6013 sa staklenom podlogom, zakrivljenom maskom sa zakošenim stranama kako bi se poboljšao osećaj držanja telefona u ruci, a otvor za zvučnik je premešten na dno uređaja. Uređaji su dostupni u “Beloj”, “Crnoj”, i “Zlatnoj” boji; dodatna “Plava” i “Zelena” boja su ekskluzivne za S6 i S6 Edže modele respektivno. S6 nosi i neke regresije u svom dizajnu u odnosu na S5; nije više vodootoporan, ne poseduje slot za MicroSD karticu i koristi USB 2.0 port umesto USB 3.0 porta. Oba uređaja takođe koriste ne zamenljive baterije; Galaksi S6 koristi 2550 MAh bateriju, dok S6 Edž koristi 2600 MAh bateriju. Galaksi S6 linija podržava sve glavne standarde za bežično punjenje.
Galaksi S6 liniju pokreće 64-bitni Eksinos 7 Okta 7420 sistem-on čip, koji se sastoji od četiri 2.1 GHz Korteks-A57 jezgra, i četiri 1.5 GHz Korteks-A53 jezgra, i 3GB LPDDR4 RAM-a za S6 i S6 Edž dok se 4 GB LPDDR4 koristi za S6 Edž plus model. Za procesor je Samsung prvi put koristio 14 nm FinFet proizvodnju, kako bi poboljšali njegovu energetsku efikasnost. S6 i S6 Edž modeli poseduju Super AMOLED ekran od 5.1 inča čija rezolucija je 2560x1440 piksela,slično kao Galaksi Nout Edž dok S6 Edž plus poseduje Super AMOLED ekran od 5.7 inča čija je rezolucija takođe 2560x1440 piksela, ekran kod S6 Edž i S6 Edž plus modela je blago zakrivljen duž horizontalnih strana uređaja, ali ne toliko agresivno kao što je to slučaj kod Nout Edž modela.
Za svoju zadnju kameru, Galaksi S6 koristi isti senzor za sliku sa optičkom stabilizacijom kao i Samsung Galaksi Nout 4, ali sa f/1.9 sočivom, autofokusom za praćenje objekta, HDR u realnom vremenu, i koristi infracrvenu svetlost sa senzora za merenje otkucaja srca za balans belog svetla. Samsung je tvrdio da će poboljšanja na kameri omogućiti bolje performance pri slabom osvetljenju. Prednja kamera je takođe unapređena na 5 megapiksela sa sličnim sočivom. Skener za otisak prsta na home dugmetu sada koristi mehanizme bazirane na dodiru umesto mehanizma prevljačenja prsta preko skenera. Duplim pritiskom na dugme Home aktivira se aplikacija za kameru.

### Softver
Kada su prvobitno objavljeni S6 i S6 Edž su koristili Android 5.0.2 “Lolipop” dok je S6 Edž plus kada je prvobitno objavljen koristio Android 5.1.1 “Lolipop” sa Samsungovim TačViz softverom. TačViz je pojednostavljen za S6-icu sa novim osveženim dizajnom i manje preinstaliranih aplikacija. Nekoliko Majkrosoft aplikacija je takođe upakovano na S6 modelu: OneDrive, OneNote, i Skajp. Na S6 Edžu i S6 Edž plus modelu korisnici mogu da odrede do pet kontakata za brz pristup kojima se pristupa prevlačenjem prsta preko jedne ili druge ivice ekrana. I svaki od 5 kontakata je predstavljen bojom. Kada je uređaj okrenut licem na dole ivice uređaja mogu da svetle različitim bojama da signaliziraju telefonski poziv. Funkcionalnost Noćnog Sata je preneta sa Galaksi Note Edža i na S6 Edž i S6 Edž plus. Senzor za mernje otkucaja srca takođe se moze koristiti kao dugme za odbijanje poziva i slanje nekih jednostavnih tekstualnih poruka kao odgovor. Sprint, Verizon,AT&T i T mobil verzije uređaja uklanjaju neke funkcionalnosti dostupne na ne brendiranim i otključanim verzijama telefona.
S6,S6 Edž, i S6 Edž plus su prvi uređaji koji su uključili Samsung Pej sistem za plaćanje putem mobilnih telefona razvijen od strane LupPej, start-ap kompanije koju je Samsung kupio u Februaru 2015. godine. Samsung Pej servis koristi tehnologiju napravljenu od strane LuPej-a poznatu kao “Magnetic Secure Transmission“(MST) koja prenosi podatke sa kartice koristeći elektromagnetno polje , koje uzrokuje da naplatni terminal to registruje kao da je u pitanja obično provlačenje kartice. Programeri LupPej-a su istakli da njihov sistem neće imati ograničenja drugih mobilnih platformi plaćanja, i da će raditi sa skoro svim sistemima za prodajna mesta u Sjedinjenim Američkim državama. Ovaj servis će takođe podržavati i mobilne platforme plaćanja bazirane na NFC tehnologijama kao i MST. Informacije o kreditnoj kartici se čuvaju u sigurnom tokenu i bilo kakva plaćanja moraju da se autentifikuju skeniranjem otiska prsta. Samsung Pej nije bio odmah dostupan nakon objavljivanja S6 telefona, ali je ta opcija uključena sredinom 2015. godine.
Samsung je počeo da izbacuje i novi Android 6.0.1 “Maršmelou“ za S6 u Februaru 2016. Koji omogućuje i neke nove opcije kao što su “Gugl Nau on Tap“, opcija koja omogućava korisnicima da vrše pretragu o različitim informacijama koje su trenutno prikazane na ekranu uređaja, i “Doze“ opcija koja je zadužena za optimizaciju baterije kada se uređaj ne koristi. Na S6 Edž modelima, Edž ekran podržava šire panele sa većim brojem funkcionalnosti slično onome što se nalazi i na S7 Edž modelu.
U martu 2017. godine Samsung je počeo da izbacuje i Android 7.0 "Nugat" za EvropskoAmeričke, Kanadske i Indijske varijante uređaja. Posle ažuriranja softvera korisnički interfejs je redizajniran i jako sličan Galaksi S7 modelu.

## Prijem

### Kritike
Galaksi S6 je izazvao generalno dobre reakcije ranim recenzijama, uz pohvale za poboljšanje kvaliteta izrade u odnosu na prethodne Samsungove uređaje, zajedno sa poboljšanjima na svojoj kameri, i visok kvalitet novog ekrana, kao i značajno manji broj instaliranih aplikacija na samom uređaju.  Magazin Anandtech je ocenio da je kvalitet novog S6 senzora za otisak prsta po kvalitetu uporedljiv sa Epl Tač ID sistemom. Verdž (енгл. Verge) je zaključio da je sa S6 i S6 Edž modelima po “prvi put Samsung konačno shvatio ideju o tome sta pametan telefon treba da bude na ontološkom nivou.“ Neki kritičari su izrazili zabrinutost zbog regresije funkcionalnosti kod S6 modela u odnosu na S5, posebno nedostatak baterije koja može da se izvadi ili SD kartice, tvrdeći da bi ovo moglo da otuđi zahtevne korisnike koji su upravo koristili uređaje iz Samsung serije zbog tih opcija.
Magazin Vajerd je objavio da je ekran zakrivljen na obe strane bolje dizajniran od onoga koji se nalazi na Galaksi Nout Edž-u, ipak upotreba zakrivljenog ekrana kod Galaksi S6 Edž modela je bila veliki korak unazad zbog limitiranog broja funkcionalnosti koje su pružale zakrivljene ivice ekrana u odnosu na Galaksi Nout Edž. Zbog toga je Samsung bio kritikovan da ne postoji pravi razlog za doplaćivanje i kupovinu S6 Edž modela u odnosu na standardni model objašnjavajući “da ne radi ništa više u odnosu na osnovni model ali će nekim ljudima biti vredan doplate samo zbog toga kako izgleda“. Verdž je bio slično kritičan tvrdeći da su dodatne funkcionalnosti bile “veoma zaboravljive“. Što se tiče performasi , Verdž je smatrao da je S6 “najbrži android telefon koji su ikad koristili“ a da je kompanija “rešila bilo kakve zastoje koji se mogu iskusiti u Androidu upotrebom superiornog hardvera“.
Neki korisnici su prijavili probleme sa blicem na nekim S6 uređajima kako ostaje slabo osvetljen, čak i ako kamera nije u upotrebi ili je uređaj isključen. Samsung je upoznat sa ovim problemom koji utiče na S6 i S6 Edž, ali još nije naveo kada će ovaj problem biti popravljen.
Ajfiksit nakon pregleda telefona je istakao da je teško vršiti popravke na telefonu jer se koristi vrlo jak lepak između zadnjeg stakla i baterije.

### Sigurnosni problemi
U novembru 2015. godine, Guglov tim Projekat Nula je objavio jedanaest “visoko-uticajnih“ sigurnosnih propusta koji su otkriveni na Samsungovoj distribuciji Androida na S6. Većina od ovih propusta su već pečovani od kada su objavljeni.

### Prodaja
U svom prvom mesecu prodaje, 6 miliona Galaksi S6 i S6 Edž uređaja je prodato korisnicima, što prelazi količinu S5 uređaja prodatih u sličnom vremenskom periodu, ali nisu uspeli da obore rekord od 10 miliona prodatih uređaja koji je postavljen od strane Galaksi S4 modela. Ipak suočavanje sa konkurencijom od strane drugih proizvođača dovelo je do pada udela na tržištu, manji net profit i predviđanje za “teško poslovno okruženje“ u drugoj polovini godine i Samsung je u julu 2015 najavio da će izvršiti “podešavanje“ cena i za S6 i S6 Edž modele. Kompanija navodi da prodaja ova dva uređaja je imala “marginalni“ efekat na njihov profit. S6 Edž+ model je delio sličnu sudbinu i zaostajao je u odnosu na Nout 5.

## Spoljašnje veze
- Званични веб-сајт